# Haspel
Haspel är en maskin eller maskindel för upplindning av garn, linor, papper med mera och består vanligen av en vals, som kan fås att rotera kring sin egen axel. Inom textilindstrin har haspel använts som längdmått på garn.